# Montebaranzone
Montebaranzone è una frazione del comune di Prignano sulla Secchia in provincia di Modena. Si trova a 7,8 km dal capoluogo.

## Origine del nome
Il toponimo sembra possa derivare dal pre-latino barranca cioè burrone, oppure da nomi propri liguri o longobardi quali Barancio o Barucio.

## Storia
La prima attestazione di Montebaranzone risale al 1037. Nel 1072 sappiamo che qui aveva beni il monastero di San Prospero di Reggio Emilia. Il castello di Montebaranzone appare nelle fonti scritte agli inizi del XII secolo, quando fu attestato come uno dei castra sotto il controllo di Matilde di Canossa che vi soggiornò e tenne importanti processi pubblici, tra cui nel 1108 e poi nel 1114, anno prima della sua morte. Il castello passò quindi a famiglie locali che nel 1125 lo cedettero al vescovo di Modena. Nel 1197 la località era controllata dal Comune di Modena, che proprio in quegli anni stava espandendo la sua influenza sulla montagna. Dalle fonti dell'epoca, il castello era dotato di una cinta muraria e comprendeva al suo interno edifici tra cui una torre e una chiesa. Agli inizi del XIII secolo il castello fu ceduto da papa Innocenzo III a Salinguerra, creando un'ostilità col Comune di Modena: il dissidio durò quasi mezzo secolo, fin quando nel 1255 il Comune di Modena ne ottenne il possesso definitivo. Alla fine del XIII secolo, il castello divenne proprietà dei Della Rosa, signori di Sassuolo. Tra il trecento e il quattrocento il castello fu oggetto di ulteriori contese e scontri bellici, finché cominciò a perdere la sua importanza tra l'età rinascimentale e l'età moderna, e venne abbandonato.
Nel 1415 passò sotto il controllo diretto degli Estensi che ne diedero il governo nel 1432 a Jacopo Giglioli, già signore di Montegibbio. Due anni dopo, alla morte di questi, il duca Ercole I d'Este ne diede il feudo, unito con Sassuolo, alla famiglia Pio che lo tenne fino al 1599, quando morì assassinato Marco Pio di Savoia, ultimo erede della famiglia. Successivamente, il duca Francesco I d'Este tolse Montebaranzone alla podesteria di Sassuolo, unendolo con Pescarola e Varana al marchesato di Montegibbio appartenente a Giacomo Boschetti. Morto Francesco, figlio di Giacomo, senza eredi, gli Estensi nominarono il marchese Giovanni Galliani, signore di Montebaranzone e Varana: il governo della sua famiglia durò fino all'invasione dell'Italia da parte delle truppe napoleoniche nel 1796.

## Monumenti e luoghi d'interesse
Nell'antico abitato inoltre, si possono ammirare alcune case con portali trecenteschi a conci squadrati con rosa a quattro punte e una casa-torre di origine rinascimentale a pianta quadrata dotata di strette feritoie e di piccoli portali.
Nel punto più alto del borgo sono ancora visibili i resti dell'antica fortificazione e tante sono le storie e le leggende che, da sempre, si tramandano nelle famiglie. Del castello di Montebaranzone e delle sue strutture non resta molto e l'area è interamente coperta dal bosco; tuttavia, fra la vegetazione, si scorgono i resti di alcune strutture murarie in gran parte crollate, di qualche edificio interno e della cinta muraria oltre che, forse, di una cisterna.
La chiesa parrocchiale di San Michele Arcangelo, costruita su una precedente alla fine del XVIII secolo, custodisce importanti arredi e accessori liturgici tra cui un calice trecentesco in argento lavorato detto "Calice di Matilde di Canossa" e una croce astile quattrocentesca in rame sbalzato e dorato.
Scendendo da Montebaranzone verso il torrente Fossa si incontra la località di Volpogno, che conserva una casa a torre e alcuni edifici quattrocenteschi che si affacciano su un'aia comune. L'oratorio di Santa Maria Maddalena è stato ricostruito.